# Varronia asterophora
Varronia asterophora là loài thực vật có hoa trong họ Mồ hôi. Loài này được (Fresen.) Borhidi miêu tả khoa học đầu tiên năm 1988.